# بوابة الأسود في سمأل

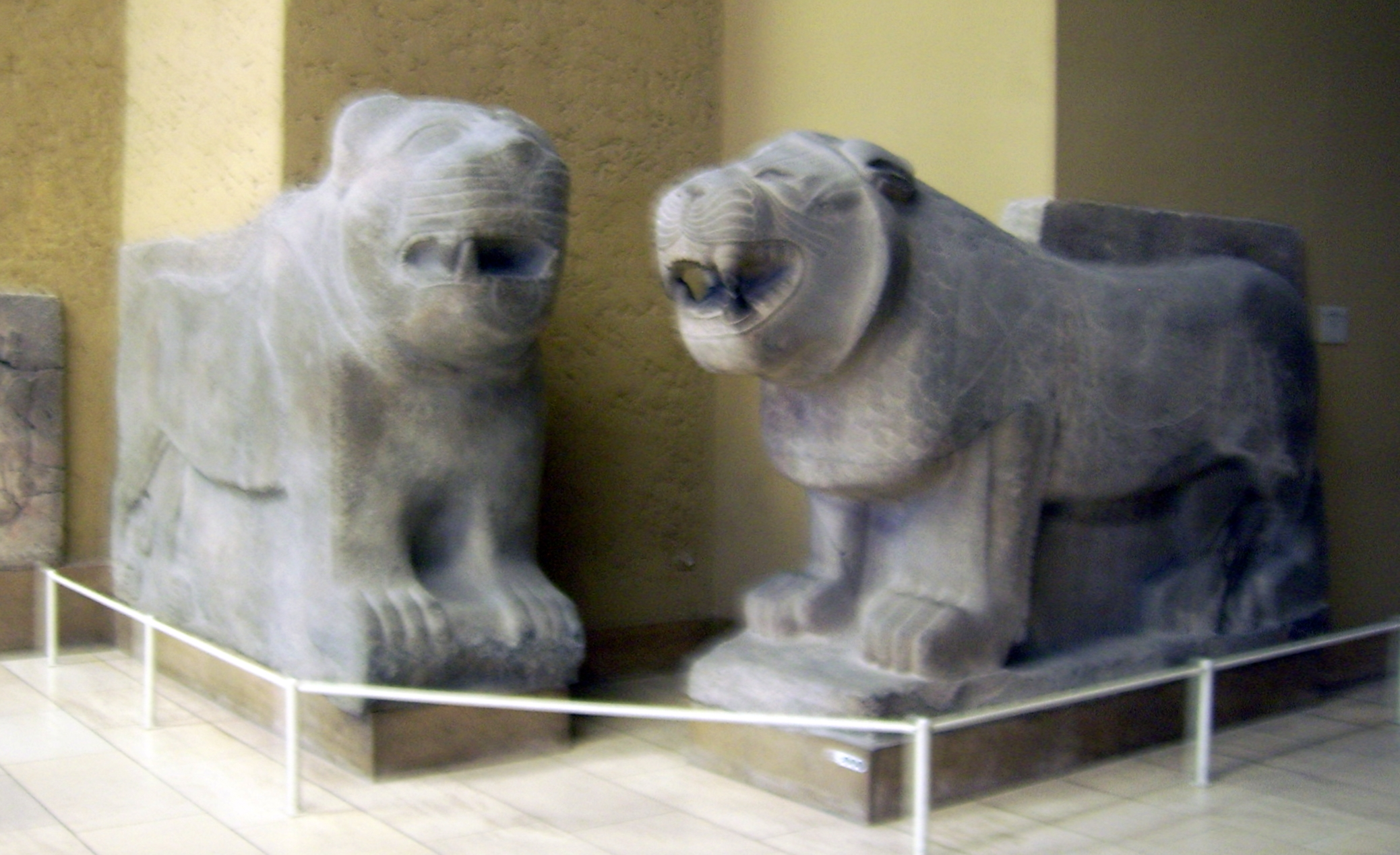
الأسود على الجهة اليسار: الأسد الأيسر نسخة من الجبس

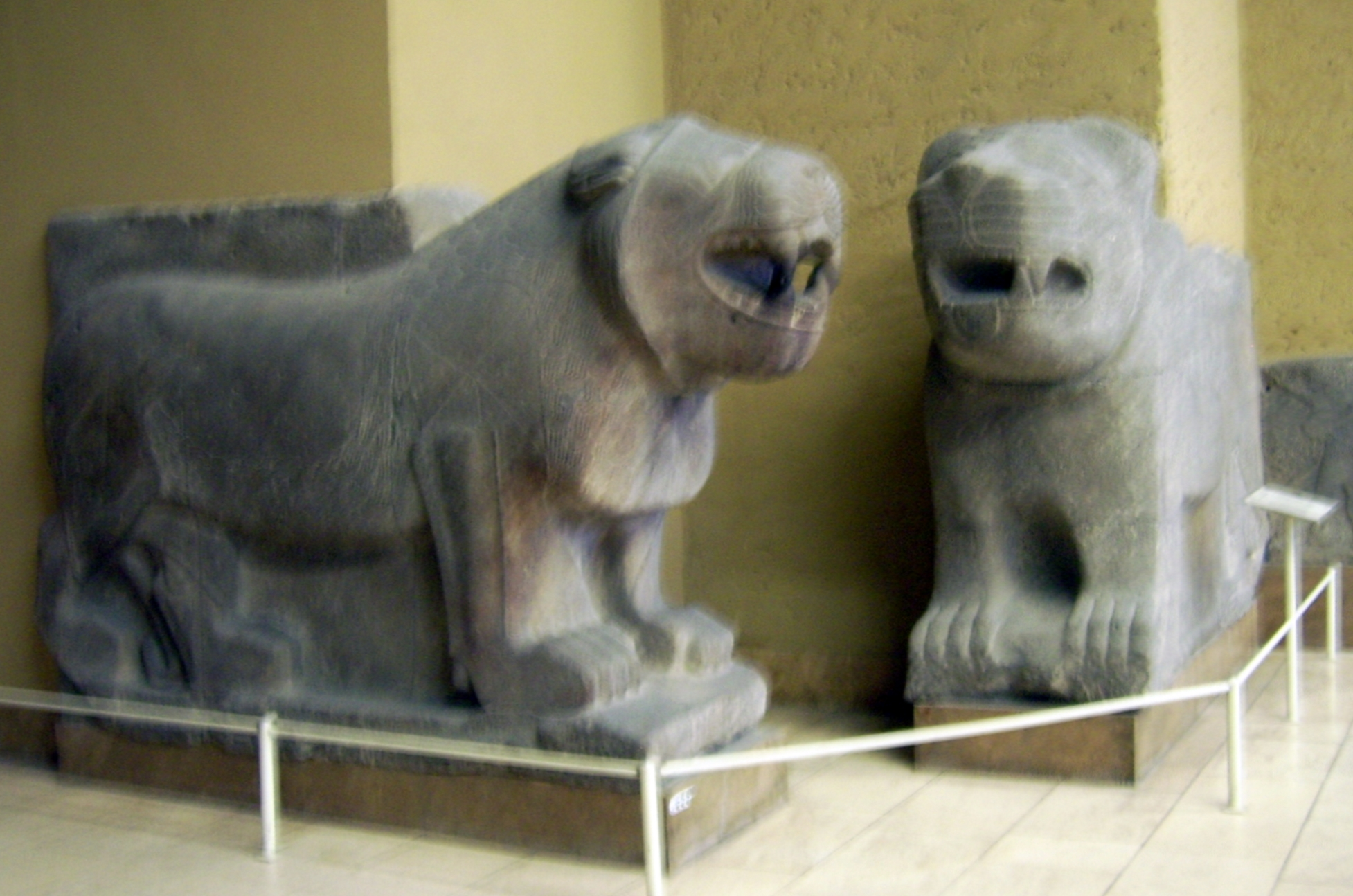
الأسود على الجهة اليمين: الأسد اليافع على اليسار ، المتقدم في السن على اليمين

بوابة الأسود في سمأل هي أربعة تماثيل لحيوانات على شكل أسود، والتي هي اليوم في متحف برلين للشرق الأوسط (متحف بيرجامون).
تماثيل الأسود أتت من سمأل، زنجربي اليوم، وهي مؤرخة في الفترة ما بين القرنين 10 و 8. قبل الميلاد. ربما كانوا ينتمون إلى بوابة القلعة الداخلية في الجانب الشرقي، ولكن تم اكتشافهم في الاكتشافات المنقولة (الثانوية). الأسود الأربعة تختلف في بعض الخصائص عن بعضها البعض. الاختلافات كبيرة لدرجة أن الأبحاث اليوم تفترض أن الأسود الخارجية يجب أن تعود إلى القرن العاشر قبل الميلاد، بينما التماثيل الداخلية ففي القرن الثامن قبل الميلاد. كلا التمثالين يقابلان بعضهما بزوايا قائمة تقريبًا. المنظر الجانبي مسطح فقط (رليف). تم إنشاء تماثيل الأسدين الأصغرين بواسطة إعادة صياغة تماثيل قديمة. وتم إبرازهما خارج الجدار بشكل أكبر من كبار السن، كما تم تفصيلها في تفاصيل أخرى مثل اللبدة والأطراف. بالإضافة إلى ذلك، يتم فغر الفم أكثر مما ينتج عنه وضع تهديد أكثر إثارة للإعجاب. التمائيل تبدو مثل الأنصاب وكانت تقوم مقام زينة وعنصر بناء.

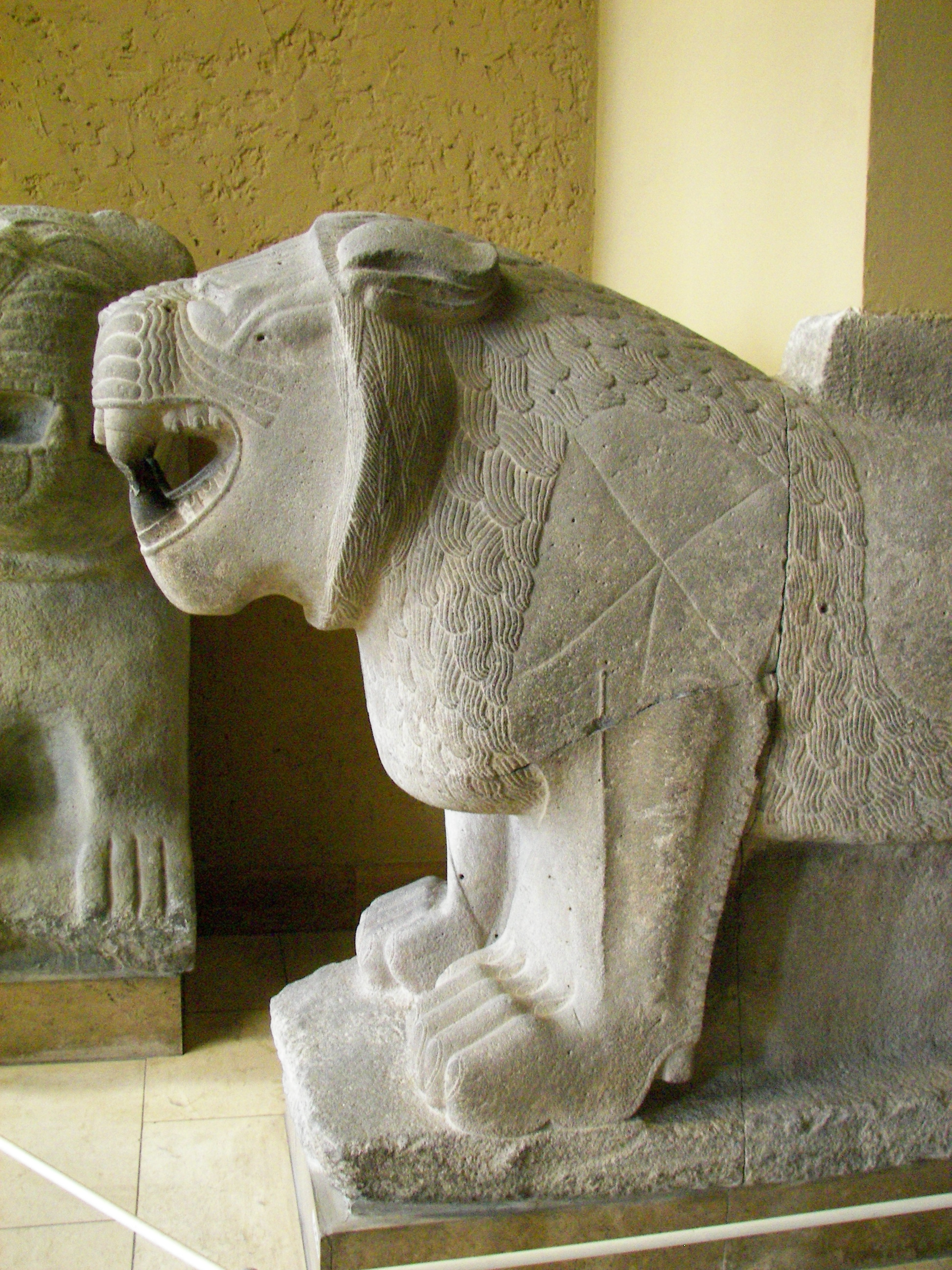
رأس الأسد الأصغر سنا

تعرض أسود البوابة في متحف بيرغامون في القاعة 2، سوريا وآسيا الصغرى. وهي تشكل مجموعة مع أجزاء أخرى بوابة قلعة سمأل وتقع في نهاية شارع الموكب ببابل مقابل بوابة عشتار. عثر على تماثيل الصخر البركاني dolerite خلال الحفريات بعثة المشرق 1890-1891 وتم وفق عرف تقسيم الاكتشافات حينها تقديمهم إلى برلين. يصل ارتفاعها إلى 1.90 مترًا، وطولها 2.90 أو 3.05 مترًا وعرضها 0.90 مترًا أو 0.85 مترًا. تحمل التماثيل أرقام الأيداع VAG 1042 و VA 2719 و VA 2718 و VA 3001. ثلاثة من الأسود أصلية، وواحد من الأسود عبارة عن نسخة جصية .. يوجد تمثالان لأسدين آخرين في متحف الشرق القديم في إسطنبول Altorientalisches .